# Isothiocyanate d'allyle
L'isothiocyanate d'allyle est un composé organo-sulfuré de formule semi-développée CH2CHCH2NCS. Cette huile incolore est responsable du goût piquant de la moutarde, du raifort et du wasabi. Elle est peu soluble dans l'eau mais beaucoup plus dans la plupart des solvants organiques.

## Biosynthèse et fonctions biologiques

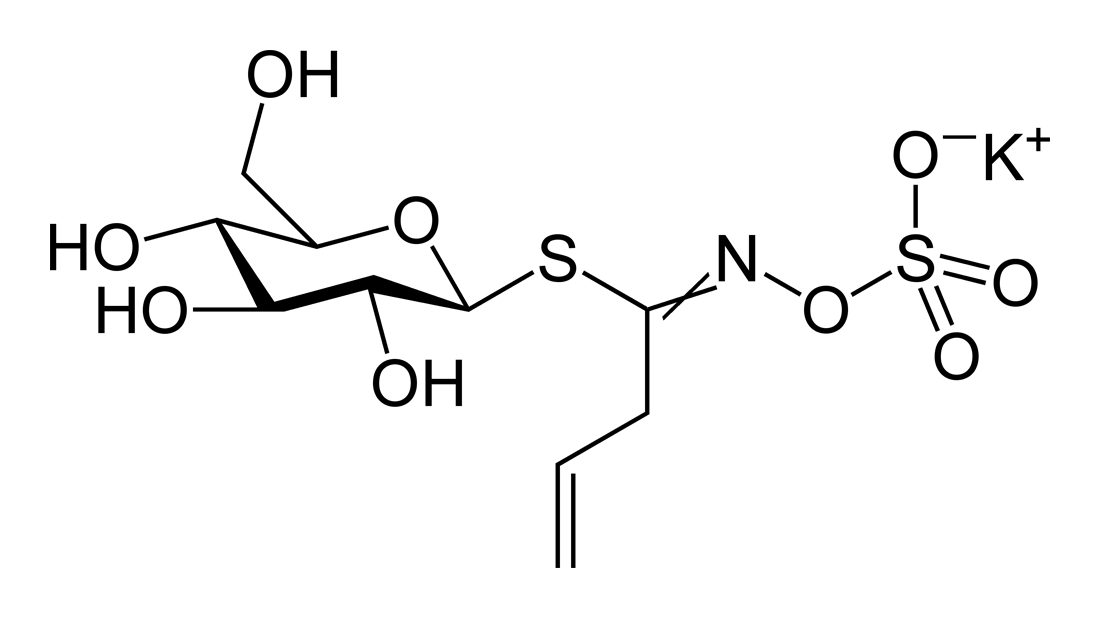
Formule topologique de la sinigrine (sel de K)

L'isothiocyanate d'allyle provient des graines de moutarde noire (Brassica nigra) ou de moutarde brune (Brassica juncea). Quand ces graines sont broyées, une enzyme est libérée, la myrosinase, qui réagit sur la sinigrine (un glucosinolate) pour donner de l'isothiocyanate d'allyle (principe jadis utilisé dans les sinapismes).
L'isothiocyanate d'allyle sert aux plantes comme une défense contre les herbivores. Comme il est aussi toxique pour la plante elle-même, il est stocké sous la forme inoffensive du glucosinolate et de l'enzyme qui sont séparés. Quand un animal mâche la plante, l'isothiocyanate d'allyle est libéré et repousse l'animal.

## Production et synthèse
L'isothiocyanate d'allyle est produit commercialement par la réaction du chlorure d'allyle avec du thiocyanate de potassium :
CH2=CHCH2Cl + KSCN → CH2=CHCH2NCS + KCl.
Le produit obtenu de cette façon est aussi connu comme « huile de moutarde synthétique ». L'isothiocyanate d'allyle peut aussi être obtenu par distillation à sec de graines de moutarde. Le produit obtenu par ce procédé est aussi appelé « huile de moutarde volatile » et sa pureté est autour de 92 %. Il est principalement utilisé comme agent de saveur et d'assaisonnement alimentaire. L'isothiocyanate d'allyle synthétique est utilisé comme insecticide, antibactérien ou nématicide et, dans certains cas, pour protéger les cultures.
L'hydrolyse de l'isothiocyanate d'allyle donne de l'allylamine.

## Sécurité
L'isothiocyanate d'allyle est moyennement toxique avec une DL50 de 151 mg·kg-1 mais il est lacrymogène.